# Theodore McCarrick
Theodore Edgar McCarrick (ur. 7 lipca 1930 w Nowym Jorku, zm. 3 kwietnia 2025 w Dittmer) – amerykański były duchowny rzymskokatolicki, biskup pomocniczy nowojorski od 24 maja 1977 do 19 listopada 1981, biskup diecezjalny Metuchen od 19 listopada 1981 do 30 maja 1986, arcybiskup metropolita Newark od 30 maja 1986 do 21 listopada 2000, arcybiskup metropolita waszyngtoński od 21 listopada 2000 do 16 maja 2006, kardynał prezbiter od 21 lutego 2001 do 28 lipca 2018, arcybiskup senior archidiecezji waszyngtońskiej od 22 czerwca 2006 do 13 lutego 2019.
Został oskarżony o nadużycia seksualne z dorosłymi seminarzystami płci męskiej popełnione na przestrzeni dziesięcioleci. Chociaż liczne doniesienia o rzekomym zachowaniu McCarricka z dorosłymi seminarzystami docierały do amerykańskich biskupów i Watykanu w latach 1993–2016, zarzuty o wykorzystywanie seksualne małoletnich nie były znane aż do 2018 roku. W lipcu 2018 roku „The New York Times” opublikował historię szczegółowo opisującą schemat wykorzystywania seksualnego seminarzystów płci męskiej i małoletnich.
28 lipca 2018, jako pierwszy w XXI wieku, zrzekł się godności kardynalskiej. Po kościelnym śledztwie i procesie został uznany za winnego przestępstw seksualnych przeciwko dorosłym i nieletnim, 13 lutego 2019 został wydalony ze stanu duchownego.
6 października 2018 roku Stolica Apostolska ogłosiła, że papież Franciszek nakazał „dokładne przestudiowanie całej dokumentacji znajdującej się w archiwach dykasterii i urzędów Stolicy Apostolskiej dotyczącej byłego kardynała McCarricka, w celu ustalenia wszystkich istotnych faktów, aby umieścić je w kontekście historycznym i obiektywnie je ocenić”. Raport Sekretariatu Stanu opublikowany w listopadzie 2020 stwierdził, że papież Jan Paweł II został poinformowany o zarzutach przeciwko McCarrickowi, lecz z powodu braku dowodów w śledztwie prowadzonym przez nuncjusza apostolskiego w USA oraz po przeczytaniu listu, w którym duchowny zaprzeczał zarzutom, nie uznał ich za wiarygodne. Raport informuje również, że Benedykt XVI w 2005 roku, gdy dowiedział się o kolejnych zarzutach postanowił pilnie znaleźć następcę McCarricka..

## Życiorys

### Młodość i wykształcenie
Urodził się 7 lipca 1930 w Nowym Jorku w rodzinie irlandzko-amerykańskiej jako jedyne dziecko Theodore E. i Margaret T. (z domu McLaughlin) McCarrick. Jego ojciec zmarł na gruźlicę, gdy Theodore miał trzy lata, a jego matka pracowała następnie w fabryce części samochodowych w Bronksie. Jako dziecko McCarrick służył jako ministrant w Kościele Wcielenia w Washington Heights. Został wydalony z jezuickiego Liceum Xaviera za opuszczanie zajęć.
Studiował w seminarium św. Józefa w Yonkers (Nowy Jork), gdzie uzyskał tytuł licencjata z filozofii (1954) i magistra teologii (1958) i na Katolickim Uniwersytecie Amerykańskim w Waszyngtonie; obronił magisterium z historii i doktorat z socjologii.
Był poliglotą, mówiącym w pięciu językach: angielskim, hiszpańskim, włoskim, niemieckim oraz francuskim.

### Prezbiter
Święcenia kapłańskie przyjął 31 maja 1958, następnie uzupełniał studia w Waszyngtonie, a w czasie letnich miesięcy kierował Instytutem Studiów Hiszpańskich na Uniwersytecie Katolickim Portoryko w Ponce; instytucja ta zajmowała się rozpowszechnianiem znajomości języka hiszpańskiego i kultury portorykańskiej wśród księży i zakonników z Nowego Jorku.
W latach 1961–1963 pełnił funkcję dziekana na Katolickim Uniwersytecie Ameryki oraz prowadził zajęcia na uczelni; w latach 1965–1969 był prezydentem Katolickiego Uniwersytetu Portoryko. W listopadzie 1965 został obdarzony tytułem papieskiego prałata domowego. Od 1969 prowadził działalność duszpasterską w archidiecezji nowojorskiej, aktywnie zajmował się sprawami edukacji katolickiej. Promował m.in. edukację najuboższej młodzieży. W latach 1971–1977 był sekretarzem arcybiskupa Nowego Jorku kardynała Terence’a Cooke’a.

### Biskup
24 maja 1977 został prekonizowany biskupem pomocniczym Nowego Jorku (ze stolicą tytularną Rusubisir), sakry udzielił mu 29 czerwca 1977 kardynał Cooke. Pełnił funkcję wikariusza biskupiego ds. edukacji. W listopadzie 1981 został przeniesiony na urząd biskupa nowej diecezji Metuchen, a w maju 1986 został arcybiskupem metropolitą archidiecezji Newark. W listopadzie 1998 objął funkcję przełożonego (superiora) misji sui iuris w Turks i Caicos.

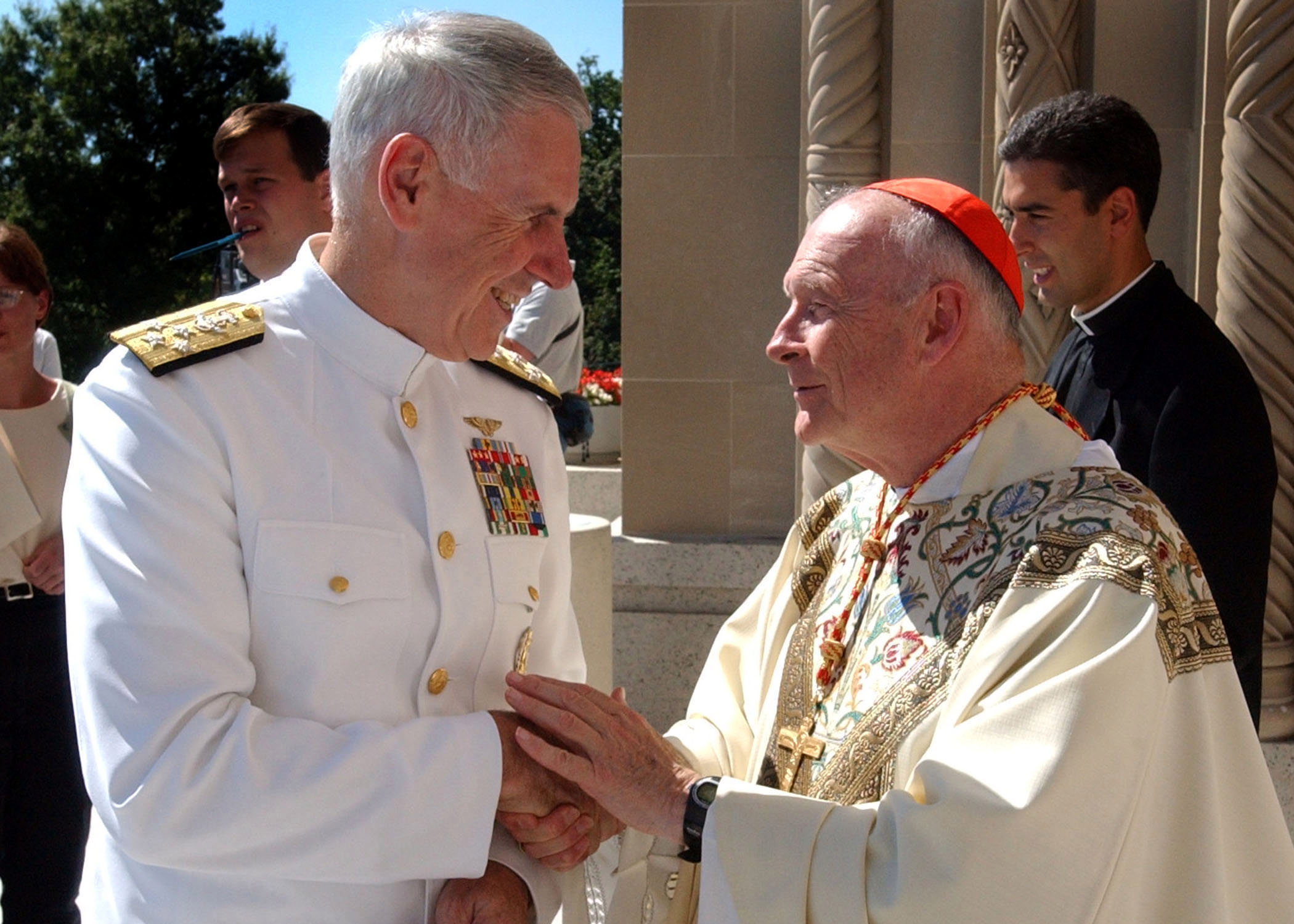
Theodore McCarrick i admirał William Fallon przy bazylice Niepokalanego Poczęcia w Waszyngtonie, 16 września 2001.

W listopadzie 2000 mianowany arcybiskupem metropolitą waszyngtońskim, rządy w archidiecezji objął 3 stycznia 2001. 21 lutego 2001 Jan Paweł II wyniósł go do godności kardynalskiej, nadając mu tytuł prezbitera kościoła świętych Nereusza i Achillesa w Rzymie. W listopadzie i grudniu 1997 arcybiskup McCarrick brał aktywny udział w specjalnej sesji Światowego Synodu Biskupów w Watykanie, poświęconej Kościołowi w Ameryce, był m.in. członkiem rady postsynodalnej. W kwietniu 2005 uczestniczył w konklawe po śmierci Jana Pawła II.

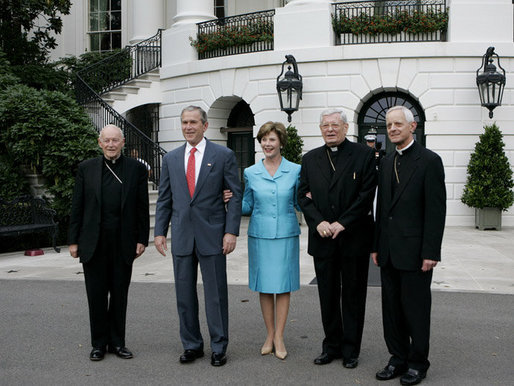
Od lewej: Theodore McCarrick, prezydent George W. Bush z żoną, nuncjusz apostolski Pietro Sambi i nowy arcybiskup metropolita waszyngtoński Donald Wuerl przed Białym Domem, 18 lipca 2006.

W maju 2006 kolejny papież Benedykt XVI przyjął jego rezygnację z funkcji arcybiskupa metropolity waszyngtońskiego, złożoną w związku z osiągnięciem przez kardynała wieku emerytalnego (75 lat). Do czasu objęcia archidiecezji przez następcę, arcybiskupa Donalda Wuerla, pozostał administratorem apostolskim archidiecezji waszyngtońskiej.
13 września 2005 podczas spotkania w Waszyngtonie z jordańskim królem Abdullahem II bin Al-Husseinem kardynał McCarrick stwierdził, że modlił się do Allaha w jego (króla Abdullaha) intencji.
7 lipca 2010 w związku z ukończeniem 80 lat utracił prawo do udziału w konklawe.

### Molestowanie seksualne małoletnich
W czerwcu 2018 roku został oskarżony o molestowanie seksualne dzieci. Oskarżenia mają dotyczyć wydarzeń z lat 1971–1972, które miały mieć miejsce w nowojorskiej katedrze św. Patryka. Oskarżycielem jest mężczyzna, który wówczas był ministrantem. Powołana przez archidiecezję nowojorską specjalna komisja uwiarygodniła otrzymane kilka miesięcy wcześniej informacje i przekazała je do Watykanu, który zdecydował o natychmiastowym zakazie sprawowania posługi przez oskarżonego duchownego. Kardynał McCarrick nie przyznał się do winy. Jednocześnie przeprosił za cierpienie osobę, która wysunęła oskarżenia.
Po upublicznieniu oskarżeń o molestowanie seksualne nieletniego, 28 lipca 2018 papież Franciszek przyjął jego rezygnację z zasiadania w Kolegium Kardynałów, jednocześnie zawieszając go a divinis (w sprawowaniu obrzędów wynikających ze święceń). Nakazał mu także prowadzenie życia skupionego na modlitwie i pokucie w odosobnieniu, aż do zakończenia procesu kanonicznego.
Sytuacja zrzeczenia się godności kardynalskiej miała miejsce po raz pierwszy od 1927, kiedy to francuski duchowny Louis Billot dobrowolnie złożył dymisję kardynalską. 11 stycznia 2019 McCarrick został poinformowany o decyzji wydalenia ze stanu duchownego, jednak skorzystał ze swojego prawa i ją zaskarżył.
13 lutego 2019 jego odwołanie zostało odrzucone i na mocy decyzji Kongregacji Nauki Wiary, która uznała go za winnego molestowania seksualnego małoletnich i dorosłych, został wydalony ze stanu kapłańskiego, o czym został poinformowany 15 lutego. Papież Franciszek decyzję Kongregacji określił jako ostateczną (res iudicata).
Sekretariat Stanu Stolicy Apostolskiej na życzenie papieża Franciszka sporządził i 10 listopada 2020 opublikował „Raport na temat instytucjonalnego dochodzenia i procesu decyzyjnego Stolicy Apostolskiej dotyczącego byłego kardynała Theodore’a Edgara McCarricka (od 1930 do 2017)”. Celem raportu ma być prześledzenie awansu McCarricka w strukturach Kościoła pomimo trwającego przez wiele lat molestowania małoletnich.
Były kardynał stawił się w sądzie 3 września 2021 roku. Podczas rozprawy usłyszał zarzuty w sprawie trzech przypadków nadużyć wobec 14-letniego chłopca, których miał dopuścić się w latach 70. Za każdy grozi mu 5 lat więzienia. Oskarżony nie przyznał się do ani jednego z postawionych zarzutów.
Zmarł 3 kwietnia 2025 roku w Missouri.